# Un vento senza nome (singolo)
Un vento senza nome è un singolo della cantautrice italiana Irene Grandi, pubblicato il 12 febbraio 2015 come primo singolo estratto dall'album Un vento senza nome.
Il brano è stato presentato al Festival di Sanremo 2015, piazzandosi al 12º posto nella classifica della sezione Campioni.

## Il brano
Un vento senza nome è una ballad molto intensa e ispirata. Una canzone tutta al femminile, che parla del coraggio, della forza di aprirsi a nuovi orizzonti raccontando di una donna che volta pagina lasciandosi alle spalle una situazione che non le appartiene più. Una canzone che si apre alla speranza, musicalmente evocativa e raffinata e che si sviluppa in un crescendo lieve e costante di emozioni sempre più sorprendenti e coinvolgenti. Il pianoforte ha il tocco inconfondibile e intenso di Stefano Bollani.
Nel 2019 fu incisa una versione in duetto con Fiorella Mannoia per l'album Grandissimo.

## Il video
Il videoclip, diretto, scritto e montato da Giacomo Triglia è stato girato nell'isola d'Elba, quasi interamente a bordo di uno dei traghetti della compagnia Moby Lines.

## Tracce
Download digitale
1. Un vento senza nome – 3:39 (Irene Grandi e Saverio Lanza)

## Classifiche
| Classifica (2015)               | Posizione |
| ------------------------------- | --------- |
| Italia (FIMI)                   | 28        |
| Italia (airplay italiana)       | 11        |
| Italia (airplay internazionale) | 16        |